# Sölvbacka strömmars naturreservat
Sölvbacka strömmars naturreservat är ett naturreservat i Bergs kommun i Jämtlands län.
Efter en beslutsprocess på 20 år blev Sölvbacka strömmar naturreservat år 2021. Det är 156 hektar stort. Reservatet ligger utmed vattendraget mellan sjöarna Storsjön och Över-Grucken och består av strömt vatten med en total fallhöjd av 60 meter, omgivet av gamla granar och tallar. Sölvbacka strömmar är en del av älven Ljungan, som rinner upp i Härjångsfjällen och Helags.

## Historia
Sölvbacka strömmar användes förr för timmerflottning. De åtgärder som under den tiden vidtogs, som uträtning av älvfåran och bortrensning av stenar gjorde att vattnets hastighet var lika stor på en lång sträcka, vilket var till nackdel för vatteninsekter och fiskar. När flottningen hade upphört försökte länsstyrelsen att återställa vattenströmningen till vad den var före flottningsperioden. Bland annat lades stora stenar ner i älvfåran.

## Djurliv
Miljön i vattendraget är sedan restaureringen gynnsam för fisk. Lekande öring finns i vattnet och där ovanför spanar fiskgjusar. En stam av utter är sedan länge etablerad i älven.